# Lemniscomys linulus
Il topo dei prati striato del Senegal (Lemniscomys linulus  Thomas, 1910) è un roditore della famiglia dei Muridi diffuso nell'Africa occidentale.

## Descrizione
Roditore di piccole dimensioni, con la lunghezza della testa e del corpo tra 100 e 119 mm, la lunghezza della coda tra 103 e 135 mm, la lunghezza del piede tra 23 e 27 mm, la lunghezza delle orecchie tra 15,5 e 18 mm e un peso fino a 48 g.

La pelliccia è ruvida. Le parti superiori sono giallo-grigiastre, con dei riflessi ocra sul fondoschiena. Una striscia longitudinale nerastra si estende lungo la spina dorsale dalla fronte alla base della coda, affiancata da due strisce più chiare. Le parti ventrali sono bianche. La linea di demarcazione lungo i fianchi è giallo-rosa. Le orecchie sono grandi e rossastre. Le zampe sono giallo-rosa. La coda è più lunga della testa e del corpo, scura sopra e giallo-brunastra sotto. Le femmine hanno 2 paia di mammelle pettorali e 2 paia inguinali. Il cariotipo è 2n=56 FN=84.

## Biologia

### Comportamento
È una specie terricola.

## Distribuzione e habitat
Questa specie è diffusa nel Senegal sud-orientale, Guinea orientale, Costa d'Avorio settentrionale e Mali e Burkina Faso meridionali.
Vive nelle savane aride tra 500 e 700 metri di altitudine.

## Conservazione
La IUCN Red List, considerato il vasto areale e la popolazione numerosa, classifica L.linulus come specie a rischio minimo (Least Concern).